# Pavle Bulatović
Pavle Bulatović (in cirillico: Павле Булатовић?; Kolašin, 13 dicembre 1948 – Belgrado, 7 febbraio 2000) è stato un politico montenegrino e jugoslavo.

## Biografia
Nacque il 13 dicembre 1948 a Gornja Rovca, villaggio nel comune di Kolašin nella Repubblica Socialista di Montenegro. Si iscrisse presso la Facoltà di Economia dell'Università Veljko Vlahović, presso cui si laureò e dove lavorò come assistente; fu inoltre redattore capo della testata giornalistica dell'ateneo, Univerzitetska riječ dal 1984 al 1989. Durante gli studi conobbe il politico Momir Bulatović, di cui fu stretto amico.
Nell'ambito della formazione del governo di Milo Đukanović, nel 1991 fu nominato Ministro dell'interno della Repubblica federata, divenendo poi Ministro degli affari interni della Repubblica Federale di Jugoslavia e infine Ministro della difesa. Fu un sostenitore e alleato politico di Slobodan Milošević, sostenendo l'unione federale tra Serbia e Montenegro anche dopo lo scontro tra Milošević e Đukanović. Come Ministro degli affari interni avrebbe contribuito alla deportazione di circa 150 rifugiati bosniaci in Serbia, molti dei quali furono poi uccisi.
Fu assassinato nella sera del 7 febbraio 2000 in una sparatoria presso un ristorante di Belgrado, dove si trovava a cena con Vuk Obradović, maggior generale e direttore della banca statale Ju-Garant, e Mirko Knežević, gestore del ristorante. Al momento dell'omicidio, il viceprocuratore del Tribunale penale internazionale per l'ex-Jugoslavia Graham Bluitt dichiarò che Bulatović risultava indagato per gli avvenimenti occorsi durante le guerre jugoslave.
Per indagare sul suo omicidio, ritenuto inizialmente un attentato terroristico da attribuire probabilmente all'Esercito di liberazione del Kosovo, furono istituite due apposite commissioni parlamentari d'inchiesta guidate da Vojislav Šešelj e Igor Mirović che identificarono come esecutore materiale Ivan Delić, considerato un noto criminale legato alla mafia serba che sarebbe fuggito in Svizzera dopo l'omicidio. Delić ha tuttavia respinto le accuse, sostenendo che al momento dell'omicidio si trovasse a Budua in presenza di numerosi testimoni.